# Жуковский, Михаил Степанович
Михаи́л Степа́нович Жуко́вский (1771—1836) — российский генерал-интендант, тайный советник (1834).

## Биография
Родился 29 октября 1771 года в семье войскового канцеляриста, награждённого чином полкового есаула, Степана Фёдоровича Жуковского; 20 марта 1791 года был внесён в III-ю часть дворянской родословной книги.
Образование получил в 1-м кадетском корпусе. После выпуска, офицером участвовал в Русско-турецкой и Русско-персидской войнах. С 1812 года участник Отечественной войны. С 1813 года интендант при корпусе войск под командованием графа П. Х. Витгенштейна
В конце 1814 года статский советник, управляющий Рижской провиантской комиссией. С 1817 года полевой генерал-пленипотенциар-кригс-комиссар 1-й армии, затем генерал-интендант 2-й армии.
С 1826 года — на службе по провиантскому ведомству; с 1827 года — генерал-интендант Отдельного Кавказского корпуса, затем генерал-интендант армии во время Русско-персидской и Русско-турецкой войн. В 1830 году был произведён в действительные статские советники. С 1833 года состоял по особым поручениям при Наместнике Царства Польского фельдмаршале князе И. Ф. Паскевиче. В 1834 году произведён в тайные советники.
Умер 22 декабря 1836 года в своем имении в селе Конашево в Витебской губернии.

## Семья
Дети:
- Евгений (1814—1883) — генерал от инфантерии, военный губернатор Забайкальской области и наказной атаман Забайкальского казачьего войска.
- Степан (1818—1877) — Статс-секретарь Императора Александра II
- Александр (1813—1856) — генерал-майор Свиты Его Императорского Величества, генерал-квартирмейстер Гвардейского и Гренадерского корпусов

Братья:
- Степан (1788—1864) — генерал-майор, начальник штаба Отдельного Кавказского корпуса.
- Галактион (?—1855) — генерал-майор. Сын — управляющий Государственным банком России (1889—1894), сенатор Ю. Г. Жуковский